# Maiersdorf (Gemeinde Hohe Wand)
Maiersdorf ist eine Ortschaft und eine Katastralgemeinde der Gemeinde Hohe Wand im Bezirk Wiener Neustadt in Niederösterreich. Die Ortschaft hat 725 Einwohner (Stand 1. Jänner 2024). Bis Ende 1970 war Maiersdorf eine eigenständige Gemeinde.

## Geografie
Maiersdorf befindet sich in der Neue Welt genannten Senke unterhalb der Hohen Wand und ist der Hauptort der Gemeinde. Zur Ortschaft zählen auch die Lagen Haslinger, Postl, Hohe Wand und Wanddörfl sowie mehrere Schutzhütten und Gasthäuser.

## Geschichte
Laut Adressbuch von Österreich waren im Jahr 1938 in der Ortsgemeinde Maiersdorf ein Bäcker, ein Fleischer, ein Friseur, drei Gastwirte, drei Gemischtwarenhändler, ein Holzhändler, ein Kaffeehaus, ein Schmied, ein Schneider, ein Schuster, eine Sparkasse, zwei Tischler und einige Landwirte ansässig.
Mit 1. Jänner 1971 wurden im Zuge der Niederösterreichischen Kommunalstrukturverbesserung die bis dahin selbständigen Gemeinden Maiersdorf und Stollhof fusioniert und bilden seit damals die Gemeinde Hohe Wand.

## Sehenswürdigkeiten
- Pfarrkirche Maiersdorf, eine romanische Saalkirche aus dem 12. Jahrhundert
- Wiener Neustädter Haus, ein 1926–1928 errichteter Natursteinbau mit einem Alpin- und Heimatmuseum